# Valby kyrka
Valby kyrka är en medeltida kyrka i byn Valby på nordöstra Själland. Den byggdes i början av 1100-talet i anglosaxisk-normandisk stil.

## Kyrkobyggnaden
Kyrkan är byggd av Helsingborgssandsten och har vissa gemensamma drag med Vejby kyrka i grannbyn Vejby. Koret och skeppet är  troligen byggda i två etapper  under samma period. Skeppet förlängdes västerut någon gång mellan åren 1275-1325. Kyrkans väggar var putsade åren 1821-1889, men är nu rengjorda.
Kyrkan har två vapenhus, ett mot norr och ett mot söder. Det norra, från 1200-talet, är byggt i senromansk stil. Här fanns tidigare en ingång för kvinnor, men porten har murats igen och vapenhuset används nu som kapell. Det södra vapenhuset, som är från 1400-talet, har byggts om flera gånger.
Vid en renovering på 1960-talet hittade man 17 medeltida mynt under kyrkgolvet,  några med porträtt av kung Christoffer 2 från omkring år 1330 och en sterling från Visby från omkring år 1430. De finns idag på  Nationalmuseet i Köpenhamn. 
Kyrktornet byggdes på 1600-talet och har renoverat flera gånger. År 1760 täcktes murarna  delvis med tegel och tornet  rödkalkades.
Kyrkklockorna är ursprungligen från år 1614, men den ena göts om år 1700. Den äldsta klockan, som har gjutits av Hans Wolf, bär inskriptionen  Verbum domini manet in æternvm (Herrens ord stannar för evigt), och den andra bär kung Frederik IV:s monogram. Klockstolen är från år 1646 och har förstärkts med material från nedrivna delar av Esrum kloster.
Muren runt kyrkogården har också byggts av material från klostret.

## Interiör
Altartavlan, som målades år 1846 av Constantin Hansen,  visar Jesu besök hos Marta och Maria (Lukas 10:38-42) och har titeln ”Eet er fornødent” (bara ett är nödvändigt). Den ersatte en altartavla från år 1741. Cornelius Hansens skiss till tavlan finns bevarad i vapenhuset.  
Predikstolen från år 1585 är ett träsnideri av Rasmus Møller och försedd med kung Christian IV:s förgyllda monogram. Dopfunten är i romansk stil.
I valvet in till koret syns rester av en större dekoration från medeltiden. Den består av tre medaljoner, två med porträtt och den tredje, i mitten, med Johannes Döparens symbol, ett flaggprytt lamm.